# I händelse av min död
I händelse av min död är en reportagebok om kvinnor i Sverige som mördats i nära relationer. Boken är skriven av Kerstin Weigl och Kristina Edblom som är journalister på Aftonbladet och är en utökning av deras reportageserie Döda kvinnor. I samband med reportageserien har de granskat samtliga 299 mord i nära relationer på kvinnor som begåtts från år 2000 till 2019. De har även intervjuat anhöriga, barnen samt männen som ofta varit pojkvänner makar och barnens fäder.

## Bakgrund
Reportageserien inleddes på Aftonbladet 2009 när Kerstin Weigl och Kristina Edblom fick i uppdrag att kartlägga samtliga mord på kvinnor som begåtts av personer de varit i relation med sedan 2000. Det rörde sig om 153 fall. Förutom att sammanställa mordvapen och data från polisförhör och förundersökningar intervjuade de offrens anhöriga, barnen och männen. Reportageserien fick ett stort genomslag. Den medförde årliga uppföljningar och materialet samlades i en databas som också gjordes publik.

## Boken
Boken gavs ut 2019, när paret hade granskat mordfallen i tio år, och antalet mördade kvinnor uppgått till 299 kvinnor. Samtliga offer nämns, mordvapnen listas och boken består av ett antal mer utförliga fallbeskrivningar. Bokens namn kommer från ett brev som ett av mordoffren skrev och som var rubricerat I händelse av min död.